# Rockabilly Blues
Rockabilly Blues es el vigesimoctavo álbum del cantante country Johnny Cash, lanzado en 1980 bajo el sello disquero Columbia. Este álbum estaba en estilo Rockabilly (variación del Rock'N Roll), del álbum se desprenden las canciones publicitarias "Cold Lonesome Morning" que tuvo poco éxito (#53) y "Without Love" de su hijastro Nick Lowe disfruto poco el éxito ya que no llegó más lejos del puesto #78, también está la versión de la canción "The Twentieth Century is Almost Over" que fue regrabada cinco años más tarde por Johnny Cash, Waylon Jennings, Willie Nelson y Kris Kristofferson colectivamente conocidos como The Highwaymen para su primer CD llamado Highwayman y en esencia es un dúo con Willie Nelson.

## Canciones
1. Cold Lonesome Morning – 3:21
(Cash)
2. Without Love (con Nick Lowe y Dave Edmunds) – 2:26
(Nick Lowe)
3. W-O-M-A-N – 3:21
(Cash)
4. The Cowboy Who Started the Fight – 3:46
(Billy Joe Shaver)
5. The Twentieth Century is Almost Over – 3:38
(Steve Goodman y John Prine)
6. Rockabilly Blues (Texas 1955) – 3:18
(Cash)
7. The Last Time – 3:12
(Kris Kristofferson)
8. She's a Go-er – 2:28
(Cash)
9. It Ain't Nothing New Babe – 4:02
(Shaver)
10. One Way Rider (con June Carter Cash) – 3:16
(Rodney Crowell)

## Personal
- Johnny Cash - Vocalista y guitarra
- Bob Wootton - Guitarra eléctrica
- Peter Wade - Guitarra eléctrica
- Clifford Parker - Guitarra eléctrica
- Martin Belmont - Guitarra
- Jerry Hensley - Guitarra
- Jack Rout - Guitarra
- Marty Stuart - Guitarra
- Jack Clement - Dobro, guitarra y productor
- Dave Kirby - Guitarra acústica y guitarra
- Billy Joe Shaver - Guitarra
- Bobby Thompson - Guitarra acústica y banjo
- Dave Edmunds - Guitarra
- W.S. Holland - Percusión
- Jerry Carrigan - Percusión
- Larrie London - Percusión
- Kenny Malone - Percusión
- Pete Thomas - Percusión
- Floyd Chance - (relacionado con) contrabajo
- Earl Ball - Piano y Productor
- Philip Donnelly - Trompetas
- Daniel Sarenana - Trompetas
- John Willis - Trompetas
- Joseph Allen - Bajo eléctrico
- Joe Osborne - Bajo eléctrico
- Nick Lowe - Bajo eléctrico y Productor
- Irving Kane - Trombón
- June Carter Cash - Vocalista

## Posición en listas
Canciones - Billboard (América del Norte)
| Año  | Canción                 | Tabla             | Posición |
| ---- | ----------------------- | ----------------- | -------- |
| 1980 | "Cold Lonesome Morning" | Canciones Country | 53       |
| 1981 | "Without Love"          | Canciones Country | 78       |